# زنبور قاتل الزيز الأسترالي
زنبور قاتل الزيز الأسترالي (بالإنجليزية: Australian cicada killer wasp)‏ (الاسم العلمي: Exeirus lateritius) هو العُضو الوحيد في جنس Exeirus، وهو زنبار مُفترسٌ كبيرٌ وحيدٌ يَسكنُ الأرض، حيثُ يصطادُ أكثر من 200 نوع من الزيزيات في أستراليا. يرتبطُ مع الجنس الشائع للدبور قاتل الزيز.